# Wierzbica (gmina w województwie lwowskim)
Wierzbica (od 1941 Uhnów) – dawna gmina wiejska istniejąca w latach 1934–1940 w woj. lwowskim (dzisiejsze woj. lubelskie/obwód lwowski). Siedzibą gminy była Wierzbica.

## Historia
Gmina zbiorowa Wierzbica została utworzona 1 sierpnia 1934 roku w powiecie rawskim w województwie lwowskim z dotychczasowych jednostkowych gmin wiejskich: Józefówka, Kornie, Machnów, Michałówka, Nowosiółki Kardynalskie, Nowosiółki Przednie, Poddębce i Wierzbica. Gminy te przekształcono 17 września 1934 w osiem gromad (sołectw) gminy Wierzbica.
Po wybuchu II wojny światowej i agresji ZSRR na Polskę gmina Wierzbica została włączona do ZSRR, gdzie została zniesiona i włączona do utworzonego 17 stycznia 1940 rejonu uhnowskiego w obwodzie lwowskim (rejony radzieckie nie były podzielone na gminy zbiorowe, lecz na małe sielsowiety).
Wraz z wybuchem wojny niemiecko-radzieckiej 22 czerwca 1941 obszar rejonu uhnowskiego wszedł w skład Generalnego Gubernatorstwa i utworzonego tam nowego dystryktu Galicja, gdzie 8 listopada 1941 na obszarsze dawnej gminy Wierzbica utworzono gminę Uhnów w Landkreis Rawa Ruska; jedynie Kornie weszło w skład nowej gminy Rawa Ruska tamże.

## Przynależność administracyjna miejscowości gminy Wierzbica w różnych latach
| Gromada/sołectwo        | 1934–39   | 1940–41        | 1941–44     | 1944–45        | 1945–51      | 1952–54       | 1954–59       | 1960–62        | 1962–64          | 1964–68          | 1969–72          | 1973–2020        | 2020–          |
| ----------------------- | --------- | -------------- | ----------- | -------------- | ------------ | ------------- | ------------- | -------------- | ---------------- | ---------------- | ---------------- | ---------------- | -------------- |
| Kornie                  | Wierzbica | ZSRR, Uhnowski | Rawa R., GG | ZSRR, Uhnowski | Uhnów, PL    | Machnów, PL   | Hrebenne, PL  | Lubycza K., PL | Lubycza K., PL   | Lubycza K., PL   | Lubycza K., PL   | Lubycza K., PL   | Lubycza K., PL |
| Józefówka               | Wierzbica | ZSRR, Uhnowski | Uhnów, GG   | ZSRR, Uhnowski | ZSRR, Rawski | ZSRR, Rawski  | ZSRR, Rawski  | ZSRR, Rawski   | ZSRR, Jaworowski | ZSRR, Żółkiewski | ZSRR, Żółkiewski | ZSRR, Żółkiewski | ZSRR, Czerw.   |
| Machnów                 | Wierzbica | ZSRR, Uhnowski | Uhnów, GG   | ZSRR, Uhnowski | Uhnów, PL    | Machnów, PL   | Machnów, PL   | Machnów, PL    | Machnów, PL      | Machnów, PL      | Lubycza K., PL   | Lubycza K., PL   | Lubycza K., PL |
| Michałówka              | Wierzbica | ZSRR, Uhnowski | Uhnów, GG   | ZSRR, Uhnowski | ZSRR, Rawski | ZSRR, Rawski  | ZSRR, Rawski  | ZSRR, Rawski   | ZSRR, Jaworowski | ZSRR, Żółkiewski | ZSRR, Żółkiewski | ZSRR, Żółkiewski | ZSRR, Czerw.   |
| Nowosiółki Kardynalskie | Wierzbica | ZSRR, Uhnowski | Uhnów, GG   | ZSRR, Uhnowski | Uhnów, PL    | Machnów, PL   | Dyniska, PL   | Ulhówek, PL    | Ulhówek, PL      | Ulhówek, PL      | Ulhówek, PL      | Lubycza K., PL   | Lubycza K., PL |
| Nowosiółki Przednie     | Wierzbica | ZSRR, Uhnowski | Uhnów, GG   | ZSRR, Uhnowski | Uhnów, PL    | Machnów, PL   | Dyniska, PL   | Ulhówek, PL    | Ulhówek, PL      | Ulhówek, PL      | Ulhówek, PL      | Lubycza K., PL   | Lubycza K., PL |
| Poddębce                | Wierzbica | ZSRR, Uhnowski | Uhnów, GG   | ZSRR, Uhnowski | Uhnów, PL    | ZSRR, Zabuski | ZSRR, Zabuski | ZSRR, Zabuski  | ZSRR, Sokalski   | ZSRR, Sokalski   | ZSRR, Sokalski   | ZSRR, Sokalski   | ZSRR, Czerw.   |
| Wierzbica               | Wierzbica | ZSRR, Uhnowski | Uhnów, GG   | ZSRR, Uhnowski | Uhnów, PL    | Machnów, PL   | Machnów, PL   | Machnów, PL    | Machnów, PL      | Machnów, PL      | Lubycza K., PL   | Lubycza K., PL   | ZSRR, Czerw.   |